# No Home
No Home (Homegoing) est un roman historique de la Ghanéo-Américaine Yaa Gyasi paru en 2016.

## Résumé
Du XVIIIe siècle au début du XXIe siècle, le destin de deux demi-sœurs ne se connaissant pas, et de leur descendance : Effia, mariée de force au commandant du fort de Cape Coast, et Esi, envoyée comme esclave en Amérique.

## Thèmes
Le livre traite sur trois siècles de la condition noire au Ghana et aux États-Unis, avec en toile de fond l'esclavage. Du côté d'Effia, son statut de « fille », mariée de force mais non reconnue comme une épouse à part entière, et condamnée à vivre à l'écart, le destin prospère de sa descendance grâce à l'implication de son fils métis dans le commerce triangulaire. Du côté d'Esi, sa déportation vers une plantation de coton, dans des conditions effroyables de captivité, et une descendance en butte à la ségrégation raciale. Dans ce roman faisant intervenir 14 personnages dont la vie est traitée comme 14 histoires dans l'histoire, sont aussi abordés l'introduction de la culture du cacao au Ghana, le système de travaux forcés appelé convict leasing, la grande migration afro-américaine ou l'âge d'or de Harlem

## Accueil
Les droits du roman sont acquis en 2015 par la société d'édition Knopf, pour plus de trois millions de dollars. Avant même sa parution, le livre est signalé par le journal Times comme « le roman le plus attendu de l'été ».
Les critiques sont presque unanimement positives.
En 2019, le roman est cité par la BBC dans une liste de « 100 romans qui ont façonné notre monde ».